# Galium valantioides
Galium valantioides är en måreväxtart som beskrevs av Friedrich August Marschall von Bieberstein. Galium valantioides ingår i släktet måror, och familjen måreväxter. Inga underarter finns listade i Catalogue of Life.